# Miropandalus
Miropandalus is een geslacht van kreeftachtigen uit de klasse van de Malacostraca (hogere kreeftachtigen).

## Soort
- Miropandalus hardingi Bruce, 1983